# Mihaela Peneș
Mihaela Peneș (Boekarest, 22 juli 1947 – 29 augustus 2024) was een Roemeense atlete, die gespecialiseerd was in het speerwerpen. Ze nam tweemaal deel aan de Olympische Spelen en won hierbij twee medailles (goud en zilver).

## Loopbaan
Haar eerste succes boekte Peneș in 1964 door bij de Europese jeugdkampioenschappen in Warschau het onderdeel speerwerpen op haar naam te schrijven. In datzelfde jaar werd ze op zeventienjarige leeftijd olympisch kampioene speerwerpen bij de Spelen van Tokio. 's Middags toonde de Sovjet-Russische Jelena Gortsjakova haar vorm door in de kwalificatieronde het wereldrecord te verbeteren. Mihaela Peneș wierp in de finale bij haar eerste poging 60,54 m. Met deze worp versloeg ze de Hongaarse Márta Rudas (zilver; 58,27) en Jelena Gortsjakova (brons; 57,06).
In 1965 won Mihaela Peneș een gouden medaille op de universiade. Op de Europese kampioenschappen van 1966 in Boedapest behaalde ze met 56,94 een zilveren medaille. Deze wedstrijd werd gewonnen door de Oost-Duitse Marion Lüttge met 58,74. Bij de Olympische Spelen van 1968 in Mexico-Stad verdedigde ze haar olympische titel bij het speerwerpen, maar slaagde hierin niet. Ditmaal werd ze overklast door de Hongaarse Angéla Németh en moest ze genoegen nemen met het zilver.
Peneș overleed op 29 augustus 2024 op 77-jarige leeftijd.

## Titels
- Olympisch kampioene speerwerpen - 1964
- Balkan kampioene speerwerpen - 1966
- Universitair kampioene speerwerpen - 1965
- Roemeens kampioene speerwerpen - 1965, 1966, 1967, 1968

## Persoonlijk record
| Onderdeel   | Prestatie | Datum            | Plaats        |
| ----------- | --------- | ---------------- | ------------- |
| speerwerpen | 60,68 m   | 3 september 1967 | Poiana Brasov |

## Palmares

### speerwerpen
- 1964:  EJK - 54,54 m
- 1964:  OS - 60,54 m
- 1965:  Universiade - 59,22 m
- 1966:  EK - 56,94 m
- 1968:  OS - 59,92 m